# 和田淑弘
和田淑弘（1931年9月13日—2015年4月7日）曾任日本馬自達汽車公司的第八任社長、日本汽車工業協會副會長、中國經濟聯合會副會長等職務，並曾獲頒哥倫比亞共和國國家功勞大十字勳章。

## 生平略歷
1931年出生於島根縣湯里村（現改隸大田市溫泉津町），1955年自一橋大學商學系畢業後，進入住友銀行（現改稱三井住友銀行）工作。他在該銀行一路升官至董事，1983年改派至東洋工業（1984年更名成馬自達）擔任顧問，接著任專務，1985年任副社長。值得一提的是，和田擔任副社長時的秘書岸田裕子為第100、101任內閣總理大臣夫人。
1991年12月就任該公司第八任社長，實行低價促銷政策且發展多品牌策略，計有馬自達、Autozam、Eunos、Ẽfini等。但因彼時日本泡沫經濟崩壞，招致此策略失敗。在他任內推出了商用車Bongo Brawny的後繼車Bongo Friendee，並恢復生產Capella轎車車型。
1994年獲頒哥倫比亞共和國國家功勞大十字勳章，1996年轉任馬自達董事會會長，1997年改任董事顧問，翌年退任。他的興趣是圍棋和高爾夫球。2015年4月7日下午4點30分，和田因心臟衰竭逝世於東京都內的醫院。

## 外部連結
- （日語）中国新聞：マツダ関連記事特集（页面存档备份，存于）